# Björks diskografi
Detta är en diskografi för den isländska sångerskan och musikern Björk.
Björk släppte sitt första album Björk 1977, när hon var 11 år gammal. Därefter spelade hon i en rad olika musikgrupper, bland andra Tappi Tíkarrass, KUKL och The Sugarcubes. Sedan upplösningen av The Sugarcubes 1992 har hon etablerat sig som soloartist, där albumet Debut från 1993 kan ses som det definitiva startskottet för den electronica-stil som sedermera blivit karaktäristisk. Hon har gett ut åtta kritikerrosade soloalbum samt två soundtrack och hade 2003 sålt över 15 miljoner album världen runt.

## Album

### Studioalbum
| År                                                                                 | Albumdetaljer | Högsta placeringar | Högsta placeringar | Högsta placeringar | Högsta placeringar | Högsta placeringar | Högsta placeringar | Högsta placeringar | Högsta placeringar | Högsta placeringar | Högsta placeringar | Högsta placeringar | Högsta placeringar | Högsta placeringar | Högsta placeringar | Högsta placeringar | Certifikat                                                                          |
| År                                                                                 | Albumdetaljer | AUS                | AUT                | BEL (FL)           | BEL (WA)           | CAN                | FRA                | GER                | JPN                | NLD                | NZ                 | NOR                | SWE                | SWI                | UK                 | US                 | Certifikat                                                                          |
| ---------------------------------------------------------------------------------- | --- | ------------------ | ------------------ | ------------------ | ------------------ | ------------------ | ------------------ | ------------------ | ------------------ | ------------------ | ------------------ | ------------------ | ------------------ | ------------------ | ------------------ | ------------------ | ----------------------------------------------------------------------------------- |
| 1977                                                                               | Björk - Utgivning: 18 december 1977 - Skivbolag: Fálkinn - Format: LP, kassett                                                      | —                  | —                  | —                  | —                  | —                  | —                  | —                  | —                  | —                  | —                  | —                  | —                  | —                  | —                  | —                  |                                                                                     |
| 1993                                                                               | Debut - Utgivning: 5 juli 1993 - Skivbolag: One Little Indian - Format: LP, 2LP, kassett, CD, DD, MD, digital nedladdning           | 10                 | 27                 | —                  | —                  | 40                 | 25                 | 24                 | 65                 | 5                  | 5                  | 9                  | 2                  | 18                 | 3                  | 61                 | - UK: 2× Platina - CAN: Guld - SWE: Guld - US: Platina                              |
| 1995                                                                               | Post - Utgivning: 13 juni 1995 - Skivbolag: One Little Indian - Format: LP, 2LP, kassett, CD, DD, MD, digital nedladdning           | 2                  | 13                 | 5                  | 3                  | 4                  | 26                 | 6                  | 26                 | 5                  | 4                  | 4                  | 2                  | 5                  | 2                  | 32                 | - UK: Platina - AUS: Platina - CAN: Platina - EU: Platina - SWE: Guld - US: Platina |
| 1997                                                                               | Homogenic - Utgivning: 23 september 1997 - Skivbolag: One Little Indian - Format: LP, 2LP, kassett, CD, DD, MD, digital nedladdning | 6                  | 5                  | 6                  | 13                 | 20                 | 2                  | 10                 | 16                 | 12                 | 6                  | 3                  | 5                  | 13                 | 4                  | 28                 | - UK: Guld - CAN: Guld - US: Guld                                                   |
| 2001                                                                               | Vespertine - Utgivning: 27 augusti 2001 - Skivbolag: One Little Indian - Format: 2LP, kassett, CD, DD, DVD, digital nedladdning     | 9                  | 5                  | 10                 | 2                  | 2                  | 1                  | 3                  | 6                  | 20                 | 32                 | 1                  | 7                  | 3                  | 8                  | 19                 | - UK: Silver - CAN: Guld - FRA: Guld                                                |
| 2004                                                                               | Medúlla - Utgivning: 30 augusti 2004 - Skivbolag: One Little Indian - Format: 2LP, kassett, CD, DD, DVD, digital nedladdning        | 17                 | 6                  | 4                  | 1                  | 6                  | 1                  | 5                  | 10                 | 20                 | 35                 | 3                  | 7                  | 3                  | 9                  | 14                 | - UK: Silver - FRA: Guld - RUS: Guld                                                |
| 2007                                                                               | Volta - Utgivning: 2 maj 2007 - Skivbolag: One Little Indian - Format: 2LP, CD, CD/DVD, digital nedladdning                         | 20                 | 5                  | 9                  | 14                 | 6                  | 3                  | 9                  | 12                 | 17                 | 32                 | 1                  | 11                 | 3                  | 7                  | 9                  | - UK: Silver                                                                        |
| 2011                                                                               | Biophilia - Utgivning: 10 oktober 2011 - Skivbolag: One Little Indian - Format: 2LP, CD, 2CD, box, digital nedladdning, app         | 31                 | 17                 | 13                 | 16                 | 27                 | 4                  | 14                 | 18                 | 17                 | 18                 | 17                 | 14                 | 9                  | 21                 | 27                 |                                                                                     |
| 2015                                                                               | Vulnicura - Utgivning: 20 januari 2015 - Skivbolag: One Little Indian - Format:                                                     |                    |                    |                    |                    |                    |                    |                    |                    |                    |                    |                    |                    |                    |                    |                    |                                                                                     |
| "—" betecknar album som inte utgavs i det landet eller som inte gick in på listan. | |                    |                    |                    |                    |                    |                    |                    |                    |                    |                    |                    |                    |                    |                    |                    |                                                                                     |

### Soundtrack
| År                                                                                 | Albumdetaljer | Högsta placeringar | Högsta placeringar | Högsta placeringar | Högsta placeringar | Högsta placeringar | Högsta placeringar | Högsta placeringar | Högsta placeringar | Högsta placeringar | Högsta placeringar | Högsta placeringar | Högsta placeringar | Högsta placeringar | Högsta placeringar | Högsta placeringar | Certifikat     |
| År                                                                                 | Albumdetaljer | AUS                | AUT                | BEL (FL)           | BEL (WA)           | CAN                | FRA                | GER                | JPN                | NLD                | NZ                 | NOR                | SWE                | SWI                | UK                 | US                 | Certifikat     |
| ---------------------------------------------------------------------------------- | --- | ------------------ | ------------------ | ------------------ | ------------------ | ------------------ | ------------------ | ------------------ | ------------------ | ------------------ | ------------------ | ------------------ | ------------------ | ------------------ | ------------------ | ------------------ | -------------- |
| 2000                                                                               | Selmasongs - Utgivning: 18 september 2000 - Skivbolag: One Little Indian - Format: LP, kassett, CD, DD, digital nedladdning          | 54                 | 21                 | 38                 | 31                 | —                  | 4                  | 22                 | 17                 | 85                 | —                  | 2                  | 12                 | 20                 | 34                 | 41                 | - JAP: Platina |
| 2005                                                                               | Drawing Restraint 9 - Utgivning: 25 juli 2005 - Skivbolag: One Little Indian - Format: LP, 2LP, kassett, CD, DD, digital nedladdning | —                  | —                  | —                  | 51                 | —                  | 67                 | —                  | 212                | —                  | —                  | —                  | —                  | —                  | 141                | —                  |                |
| "—" betecknar album som inte utgavs i det landet eller som inte gick in på listan. | |                    |                    |                    |                    |                    |                    |                    |                    |                    |                    |                    |                    |                    |                    |                    |                |

### Samlingsalbum
| År                                                                                 | Albumdetaljer | Högsta placeringar | Högsta placeringar | Högsta placeringar | Högsta placeringar | Högsta placeringar | Högsta placeringar | Högsta placeringar | Högsta placeringar | Högsta placeringar | Högsta placeringar | Högsta placeringar | Högsta placeringar | Högsta placeringar | Högsta placeringar | Högsta placeringar | Certifikat                         |
| År                                                                                 | Albumdetaljer | AUS                | AUT                | BEL (FL)           | BEL (WA)           | CAN                | FRA                | GER                | JPN                | NLD                | NZ                 | NOR                | SWE                | SWI                | UK                 | US                 | Certifikat                         |
| ---------------------------------------------------------------------------------- | --- | ------------------ | ------------------ | ------------------ | ------------------ | ------------------ | ------------------ | ------------------ | ------------------ | ------------------ | ------------------ | ------------------ | ------------------ | ------------------ | ------------------ | ------------------ | ---------------------------------- |
| 2002                                                                               | Greatest Hits - Utgivning: 4 november 2002 - Skivbolag: One Little Indian - Format: 2LP, kassett, CD, digital nedladdning | 84                 | 64                 | 42                 | 18                 | —                  | —                  | 71                 | 20                 | —                  | —                  | —                  | 52                 | 24                 | 54                 | 115                | - ARG: Guld - CAN: Guld - UK: Guld |
| "—" betecknar album som inte utgavs i det landet eller som inte gick in på listan. | |                    |                    |                    |                    |                    |                    |                    |                    |                    |                    |                    |                    |                    |                    |                    |                                    |

### Remixalbum
| År   | Albumdetaljer | Beskrivning |
| ---- | --- | --- |
| 1994 | The Best Mixes from the Album Debut for All the People Who Don't Buy White Labels - Utgivning: September 1994 - Skivbolag: One Little Indian - Format: LP, kassett, CD, digital nedladdning | - Remixade låtar från albumet Debut, bland annat av Underworld och The Sabres of Paradise.                                                                                           |
| 1996 | Telegram - Utgivning: 25 november 1996 - Skivbolag: One Little Indian - Format: LP, 2LP, kassett, CD, digital nedladdning                                                                   | - Remixade låtar från albumet Post, bland annat av Brodsky Quartet, Graham Massey och Eumir Deodato. Innehåller även den nyinspelade låten "My Spine" med Evelyn Glennie.            |
| 2005 | Army of Me: Remixes and Covers - Utgivning: 2 maj 2005 - Skivbolag: One Little Indian - Format: CD, digital nedladdning                                                                     | - Remixer av låten "Army of Me". Björk valde ut 20 remixer av kända och okända artister där samtliga intäkter från skivan gick till Unicef med anledning av tsunamikatastrofen 2004. |
| 2012 | Bastards - Utgivning: 19 november 2012 - Skivbolag: One Little Indian - Format: 2LP, CD, digital nedladdning                                                                                | - Remixade låtar från albumet Biophilia, tidigare även släppta på The Crystalline Series och Biophilia Remix Series.                                                                 |

### Livealbum
| År   | Albumdetaljer | Beskrivning |
| ---- | --- | --- |
| 1997 | Celebrating Wood and Metal - Utgivning: April 1997 - Skivbolag: One Little Indian - Format: CD                       | - En CD som delades ut gratis till medlemmar i Björks fanclub i april 1997. Innehåller ett urval låtar från framträdande vid MTV Unplugged.                                                                 |
| 2004 | Debut Live - Utgivning: 14 april 2004 - Skivbolag: One Little Indian - Format: CD, digital nedladdning               | - Separat livealbum som ursprungligen ingick i samlingsboxen Live Box. |
| 2004 | Post Live - Utgivning: 14 april 2004 - Skivbolag: One Little Indian - Format: CD, digital nedladdning                | - Separat livealbum som ursprungligen ingick i samlingsboxen Live Box. |
| 2004 | Homogenic Live - Utgivning: 14 april 2004 - Skivbolag: One Little Indian - Format: CD, digital nedladdning           | - Separat livealbum som ursprungligen ingick i samlingsboxen Live Box. |
| 2004 | Vespertine Live - Utgivning: 14 april 2004 - Skivbolag: One Little Indian - Format: CD, digital nedladdning          | - Separat livealbum som ursprungligen ingick i samlingsboxen Live Box. |
| 2009 | Songs from the Volta Tour - Utgivning: 30 juni 2009 - Skivbolag: One Little Indian - Format: CD, digital nedladdning | - Inspelat vid Olympic Studios i London 2007. En CD/DVD-version innehåller även två liveframträdanden inspelade under Volta Tour i Paris och Reykjavík. Båda dessa släpptes också på samlingsboxen Voltaïc. |

### Samlingsboxar
| År   | Albumdetaljer | Beskrivning |
| ---- | --- | --- |
| 2002 | Family Tree - Utgivning: 4 november 2002 - Skivbolag: One Little Indian - Format: 5Mini CD, CD, digital nedladdning    | - Släpptes samtidigt som Greatest Hits. Innehåller fem mini CD-skivor med varierande innehåll, bland annat inspelningar med The Elgar Sisters, KUKL och The Sugarcubes, b-sidor och demoinspelningar, outgivna livelåtar med Brodsky Quartet samt en CD betitlad Greatest Hits as Chosen by Björk, som har en annorlunda låtlista än den på albumet Greatest Hits. |
| 2003 | Live Box - Utgivning: 18 augusti 2003 - Skivbolag: One Little Indian - Format: 4CD/DVD, digital nedladdning            | - Innehåller livealbumen Debut Live, Post Live, Homogenic Live och Vespertine Live, tillsammans med en DVD med olika TV- och liveframträdanden. I boxen finns även ett häfte med en intervju mellan Björk och Ásmundur Jónsson. Albumen har senare getts ut separat.                                                                                               |
| 2006 | (____surrounded): - Utgivning: 27 juni 2006 - Skivbolag: One Little Indian - Format: 7DD                               | - Innehåller de fem första studioalbumen och två soundtracken i DualDisc-format. På CD-sidorna återfinns originalalbumen medan DVD-sidorna innehåller varje album remastrade i Dolby Digital och DTS 96/24 5.1 surroundljud. De motsvarande musikvideorna finns också med på skivorna.                                                                             |
| 2009 | Voltaïc - Utgivning: 23 juni 2009 - Skivbolag: One Little Indian - Format: 3LP/2CD/2DVD, 2CD/2DVD, digital nedladdning | - Innehåller diverse material relaterat till studioalbumet Volta: ett livealbum inspelat vid Olympic Studios (Songs from the Volta Tour), en live-DVD inspelad från två olika konserter (The Volta Tour live in Paris and Reykjavík), en DVD med musikvideorna från albumet Volta samt en remix-CD. Livealbumet- och DVD:n har senare getts ut separat.            |

## Singlar
| 1993                                    | "Human Behaviour"                               | 36  | 109 | 2  | 2 | 63 | —  | —  | —  | —   | Debut             |
| 1993                                    | "Venus as a Boy"                                | 29  | —   | —  | — | 92 | —  | —  | —  | —   | Debut             |
| 1993                                    | "Play Dead" (med David Arnold)                  | 12  | —   | —  | — | 65 | —  | —  | 16 | —   | Debut             |
| 1993                                    | "Big Time Sensuality"                           | 17  | 88  | 5  | 1 | 62 | —  | —  | —  | —   | Debut             |
| 1994                                    | "Violently Happy"                               | 13  | —   | —  | 4 | 94 | 31 | —  | —  | —   | Debut             |
| 1995                                    | "Army of Me"                                    | 10  | 108 | 21 | — | 35 | 22 | —  | —  | —   | Post              |
| 1995                                    | "Isobel"                                        | 23  | —   | —  | — | 67 | —  | —  | —  | —   | Post              |
| 1995                                    | "It's Oh So Quiet"                              | 4   | 109 | —  | — | 6  | 57 | —  | 7  | —   | Post              |
| 1996                                    | "Hyperballad"                                   | 8   | —   | —  | 1 | 31 | —  | —  | —  | —   | Post              |
| 1996                                    | "Possibly Maybe"                                | 13  | —   | —  | — | —  | —  | —  | —  | —   | Post              |
| 1997                                    | "I Miss You"                                    | 36  | —   | —  | 1 | —  | —  | —  | 29 | —   | Post              |
| 1997                                    | "Jóga"                                          | —   | —   | —  | — | 70 | —  | 34 | —  | —   | Homogenic         |
| 1997                                    | "Bachelorette"                                  | 21  | —   | —  | — | 95 | 17 | 23 | —  | —   | Homogenic         |
| 1998                                    | "Hunter"                                        | 44  | —   | —  | — | —  | 55 | —  | 13 | —   | Homogenic         |
| 1998                                    | "Alarm Call"                                    | 33  | —   | —  | — | —  | —  | —  | 36 | —   | Homogenic         |
| 1999                                    | "All Is Full of Love"                           | 24  | —   | —  | 8 | —  | —  | —  | 4  | —   | Homogenic         |
| 2001                                    | "Hidden Place"                                  | 21  | —   | —  | — | 54 | 20 | 24 | —  | —   | Vespertine        |
| 2001                                    | "Pagan Poetry"                                  | 38  | —   | —  | — | —  | 49 | 20 | —  | —   | Vespertine        |
| 2002                                    | "Cocoon"                                        | 35  | —   | —  | — | 74 | 61 | —  | —  | —   | Vespertine        |
| 2002                                    | "It's in Our Hands"                             | 37  | —   | —  | — | —  | 97 | —  | —  | 98  | Greatest Hits     |
| 2004                                    | "Who Is It"                                     | 26  | —   | —  | — | —  | 62 | —  | 19 | 65  | Medúlla           |
| 2005                                    | "Triumph of a Heart"                            | 31  | —   | —  | — | —  | 63 | —  | —  | 90  | Medúlla           |
| 2007                                    | "Earth Intruders"                               | 78  | 84  | —  | — | —  | 64 | —  | 8  | —   | Volta             |
| 2007                                    | "Innocence"                                     | —   | —   | —  | — | —  | —  | 9  | 31 | 50  | Volta             |
| 2008                                    | "Declare Independence"                          | —   | —   | —  | — | —  | 68 | 19 | 31 | 104 | Volta             |
| 2008                                    | "Wanderlust"                                    | —   | —   | —  | — | —  | 67 | 18 | —  | —   | Volta             |
| 2008                                    | "The Dull Flame of Desire" (med Antony Hegarty) | —   | —   | —  | — | —  | 72 | 29 | —  | —   | Volta             |
| 2008                                    | "Náttúra"                                       | 102 | —   | —  | — | —  | —  | —  | —  | 292 | Fristående singel |
| 2010                                    | "The Comet Song"                                | —   | —   | —  | — | —  | —  | —  | —  | —   | Fristående singel |
| 2011                                    | "Crystalline"                                   | —   | —   | —  | — | —  | —  | —  | —  | —   | Biophilia         |
| 2011                                    | "Cosmogony"                                     | —   | —   | —  | — | —  | —  | —  | —  | —   | Biophilia         |
| 2011                                    | "Virus"                                         | —   | —   | —  | — | —  | —  | —  | —  | —   | Biophilia         |
| 2011                                    | "Moon"                                          | —   | —   | —  | — | —  | —  | —  | —  | —   | Biophilia         |
| "—" denotes releases that did not chart |                                                 |     |     |    |   |    |    |    |    |     |                   |

## Videografi

### Videoalbum
- 1999 - Volumen
- 2001 - Live at Shepherds Bush Empire
- 2001 - Live in Cambridge
- 2002 - MTV Unplugged / Live
- 2002 - Vespertine Live at Royal Opera House
- 2002 - Greatest Hits: Volumen 1993–2003
- 2002 - Volumen Plus
- 2003 - Vessel
- 2003 - Inside Björk
- 2003 - Later with Jools Holland
- 2003 - Minuscule
- 2004 - The Inner or Deep Part of an Animal or Plant Structure
- 2005 - The Medúlla Videos

### Musikvideor
| År   | Titel                                     | Regissör                                                   | Album                           |
| ---- | ----------------------------------------- | ---------------------------------------------------------- | ------------------------------- |
| 1993 | "Human Behaviour"                         | Michel Gondry                                              | Debut                           |
| 1993 | "Venus as a Boy"                          | Sophie Muller                                              | Debut                           |
| 1993 | "Play Dead"                               | Danny Cannon                                               | Debut                           |
| 1993 | "Big Time Sensuality"                     | Stéphane Sednaoui                                          | Debut                           |
| 1994 | "Violently Happy"                         | Jean-Baptiste Mondino                                      | Debut                           |
| 1995 | "Army of Me"                              | Michel Gondry                                              | Post                            |
| 1995 | "Isobel"                                  | Michel Gondry                                              | Post                            |
| 1995 | "It's Oh So Quiet"                        | Spike Jonze                                                | Post                            |
| 1996 | "Hyperballad"                             | Michel Gondry                                              | Post                            |
| 1996 | "Possibly Maybe"                          | Stéphane Sednaoui                                          | Post                            |
| 1997 | "I Miss You"                              | John Kricfalusi                                            | Post                            |
| 1997 | "Jóga"                                    | Michel Gondry                                              | Homogenic                       |
| 1997 | "Bachelorette"                            | Michel Gondry                                              | Homogenic                       |
| 1998 | "Hunter"                                  | Paul White                                                 | Homogenic                       |
| 1998 | "Alarm Call"                              | Alexander McQueen                                          | Homogenic                       |
| 1999 | "All Is Full of Love"                     | Chris Cunningham                                           | Homogenic                       |
| 2004 | "Unravel"                                 | Lynn Fox                                                   | Homogenic                       |
| 2004 | "Pluto"                                   | Lynn Fox                                                   | Homogenic                       |
| 2001 | "Hidden Place"                            | M/M (Paris), Inez van Lamsweerde och Vinoodh Matadin       | Vespertine                      |
| 2001 | "Pagan Poetry"                            | Nick Knight                                                | Vespertine                      |
| 2002 | "Cocoon"                                  | Eiko Ishioka                                               | Vespertine                      |
| 2002 | "Nature Is Ancient"                       | Lynn Fox                                                   | Greatest Hits                   |
| 2002 | "It's in Our Hands"                       | Spike Jonze                                                | Greatest Hits                   |
| 2002 | "It's in Our Hands (Soft Pink Truth Mix)" | Lynn Fox                                                   | Greatest Hits                   |
| 2004 | "Nameless"                                | Lynn Fox                                                   | Drawing Restraint 9             |
| 2004 | "Oceania"                                 | Lynn Fox                                                   | Medúlla                         |
| 2004 | "Who Is It"                               | Dawn Shadforth                                             | Medúlla                         |
| 2005 | "Triumph of a Heart"                      | Spike Jonze                                                | Medúlla                         |
| 2005 | "Where Is the Line"                       | Gabríela Friðriksdóttir                                    | Medúlla                         |
| 2005 | "Desired Constellation"                   | Lynn Fox                                                   | Medúlla                         |
| 2007 | "Earth Intruders"                         | Michel Ocelot                                              | Volta                           |
| 2007 | "Innocence"                               | Fred & Annabelle                                           | Volta                           |
| 2007 | "Declare Independence"                    | Michel Gondry                                              | Volta                           |
| 2008 | "Wanderlust"                              | Encyclopedia Pictura                                       | Volta                           |
| 2008 | "The Dull Flame of Desire"                | Christoph Jantos, Masahiro Mogari och Marçal Cuberta Junca | Volta                           |
| 2010 | "The Comet Song"                          | Maria Lindberg                                             | Moomins and the Comet Chase OST |
| 2011 | "Crystalline"                             | Michel Gondry                                              | Biophilia                       |
| 2011 | "Moon"                                    | Björk, Inez och Vinoodh m/m Paris och James Merry          | Biophilia                       |
| 2012 | "Hollow"                                  | Drew Berry                                                 | Biophilia                       |
| 2012 | "Mutual Core"                             | Andrew Thomas Huang                                        | Biophilia                       |

## Relaterad diskografi

### Björks tidiga grupper

#### Album medTappi Tíkarrass
- 1982 - Bítið Fast í Vítið (EP)
- 1983 - Miranda

#### Album medKUKL
- 1984 - The Eye
- 1985 - KUKL à Paris 14.9.84
- 1986 - Holidays in Europe (The Naughty Nought)

#### Album medThe Sugarcubes
- 1988 - Life's Too Good
- 1989 - Here Today, Tomorrow Next Week!
- 1992 - Stick Around for Joy
- 1992 - It's-It
- 1998 - The Great Crossover Potential

### Samarbeten

#### Björk Guðmundsdóttir & tríó Guðmundar Ingólfssonar
- 1990 - Gling-Gló

#### Dirty Projectors
- 2010 - Mount Wittenberg Orca (EP)